# Khalq
Khalq ("massas") foi uma facção do Partido Democrático Popular do Afeganistão. Seus líderes históricos foram os presidentes Nur Muhammad Taraki e Hafizullah Amin. 
Foi apoiada pela União Soviética e foi formada em 1965, quando o PDPA nasceu. Esta ala do partido era composta principalmente de pashtuns de classes da não-elite, sendo quase todos de áreas rurais. No entanto, seu marxismo era muitas vezes um veículo para ressentimentos tribais.
O amargo ressentimento entre as facções Khalq e Parcham acabou levando ao fracasso da República Democrática do Afeganistão, que foi formada como resultado da Revolução de Saur. Esse golpe, que foi de longe a conquista de maior sucesso do Khalq, deu-lhe o controle efetivo sobre as forças armadas, uma grande vantagem sobre o seu rival Parcham. Além disso, foi responsável pelas reformas radicais que encorajaram uma rebelião dos segmentos religiosos da sociedade afegã, e, eventualmente, para a criação dos mujahideen. Seu radicalismo também levou à intervenção militar soviética em dezembro de 1979.